# Коваль (село)
Ко́валь (каз. Коваль) — село у складі Мамлютського району Північноказахстанської області Казахстану. Входить до складу Білівського сільського округу, раніше було у складі ліквідованої Родинської сільської ради.
Населення — 46 осіб (2021; 65 у 2009, 175 у 1999, 183 у 1989).
Національний склад станом на 1989 рік:
- росіяни — 69 %.